# Christusaugen-Alant
Der Christusaugen-Alant (Inula oculus-christi), auch Christusauge genannt, ist eine Pflanzenart aus der Familie der Korbblütler (Asteraceae). Nach Gutiérrez-Larruscain (2018) ist die Art besser als Pentanema oculus-christi (L.) D. Gut. Larr. et al. in die Gattung Pentanema zu stellen.

## Beschreibung

### Vegetative Merkmale
Der Christusaugen-Alant ist eine ausdauernde krautige Pflanze, die Wuchshöhen von meist 20 bis 50 Zentimeter erreicht. Der beblätterte Stängel ist locker weißfilzig. Die Laubblattspreiten haben einen ganzrandigen bis gezähnelten Rand, sind fiedernervig, beiderseits dicht anliegend-seidenhaarig, drüsig sowie aromatisch. Die Grundblätter und die unteren Stängelblätter haben eine verkehrt-eilanzettliche bis lanzettliche Form, sind zirka 2 bis 4,5 Zentimeter breit, allmählich in den Blattstiel verschmälert und bleiben bis zur Anthese grün.

### Generative Merkmale
Die Blühzeit reicht in Mitteleuropa von Juni bis August. Der Stängel ist 1- bis 5-körbig und die Körbe weisen einen Durchmesser von 25 bis 50 Millimeter auf. Die Hüllblätter sind ziegeldachig in mehreren Reihen angeordnet. Die äußeren Hüllblätter sind 0,5 bis 3,5 Millimeter breit, liegen den inneren aufrecht an und sind kürzer als diese.
Während innen am Korbboden Röhrenblüten in dichten Spiralen angeordnet sind, befinden sich außen Zungenblüten mit goldgelben, 3–30 Millimeter langen Zungen, welche die Hülle weit überragen. Die Achänen sind meist 2 bis 2,5 Millimeter lang und behaart.

### Chromosomenzahl
Die Chromosomenzahl beträgt 2n = 16 oder 32.

## Ökologie
Beim Christusaugen-Alant handelt es sich um einen Hemikryptophyten.

## Vorkommen und Gefährdung
In Europa ist der Christusaugen-Alant in Mittel-, Südost- und Osteuropa heimisch, im Vereinigten Königreich tritt er als Neubürger auf. Im deutschsprachigen Raum kommt die Art nur in Österreich vor.
In Österreich tritt der Christusaugen-Alant nur im pannonischen Gebiet zerstreut bis selten auf Halbtrockenrasen und trockenen, warmen Säumen in der collinen Höhenstufe auf. Die Vorkommen beschränken sich auf die Bundesländer Wien, Niederösterreich und das Burgenland. In Österreich gilt der Christusaugen-Alant als gefährdet.

## Bilder

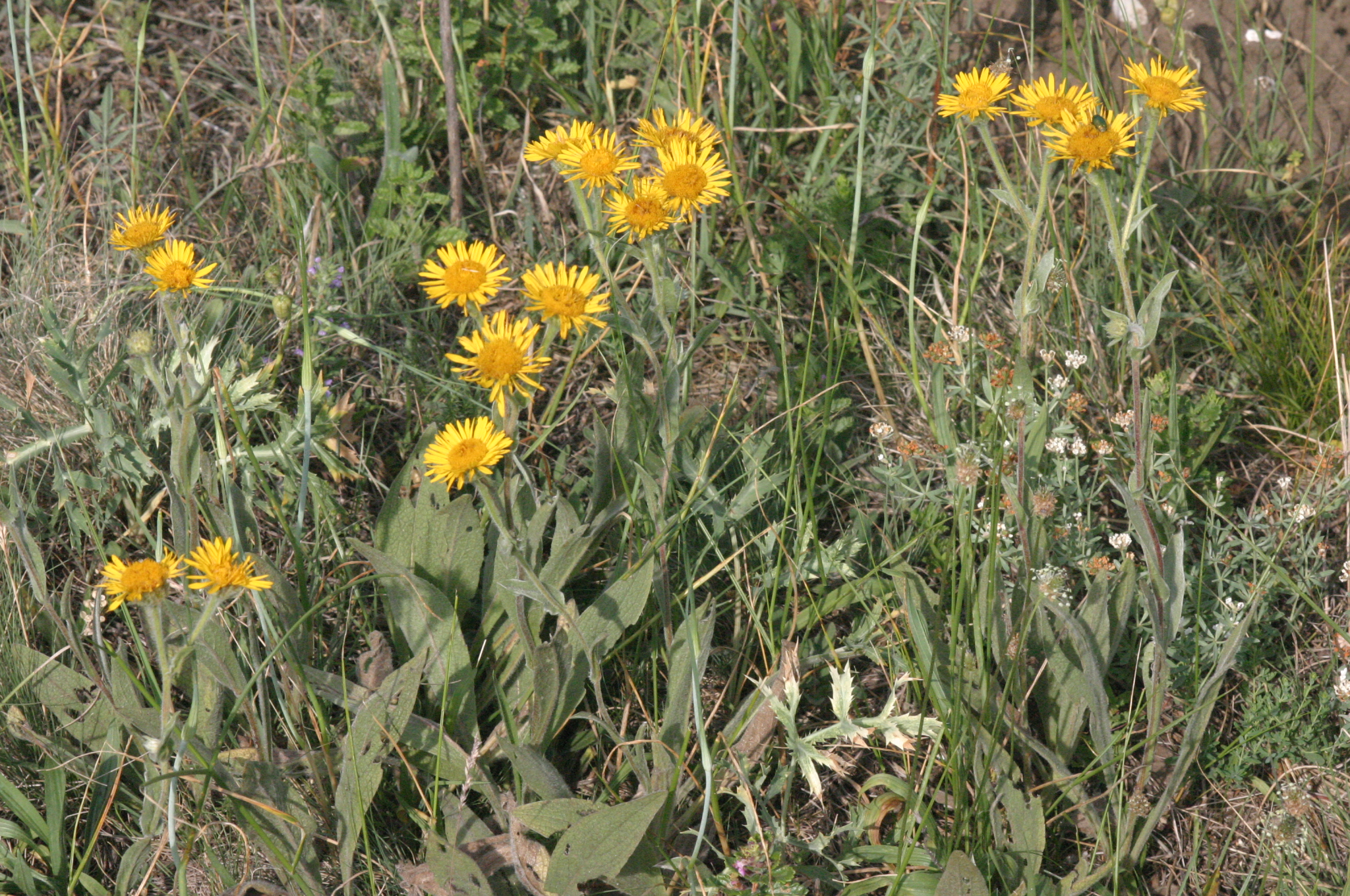
Die Laubblätter sind anliegend-seidig behaart.
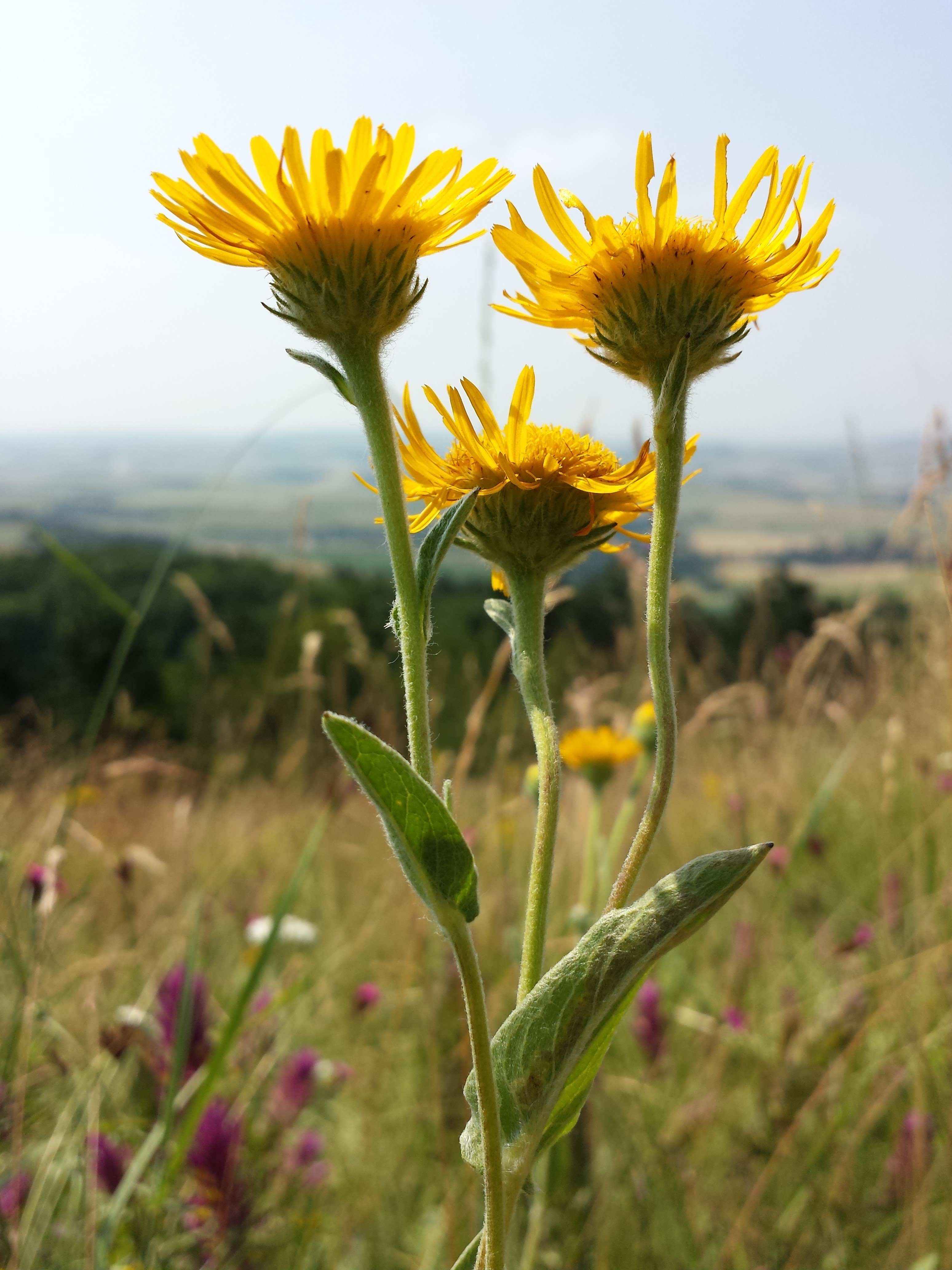
Gesamtblütenstand mit mehreren Körben, gut erkennbar ist jeweils die Korbhülle.
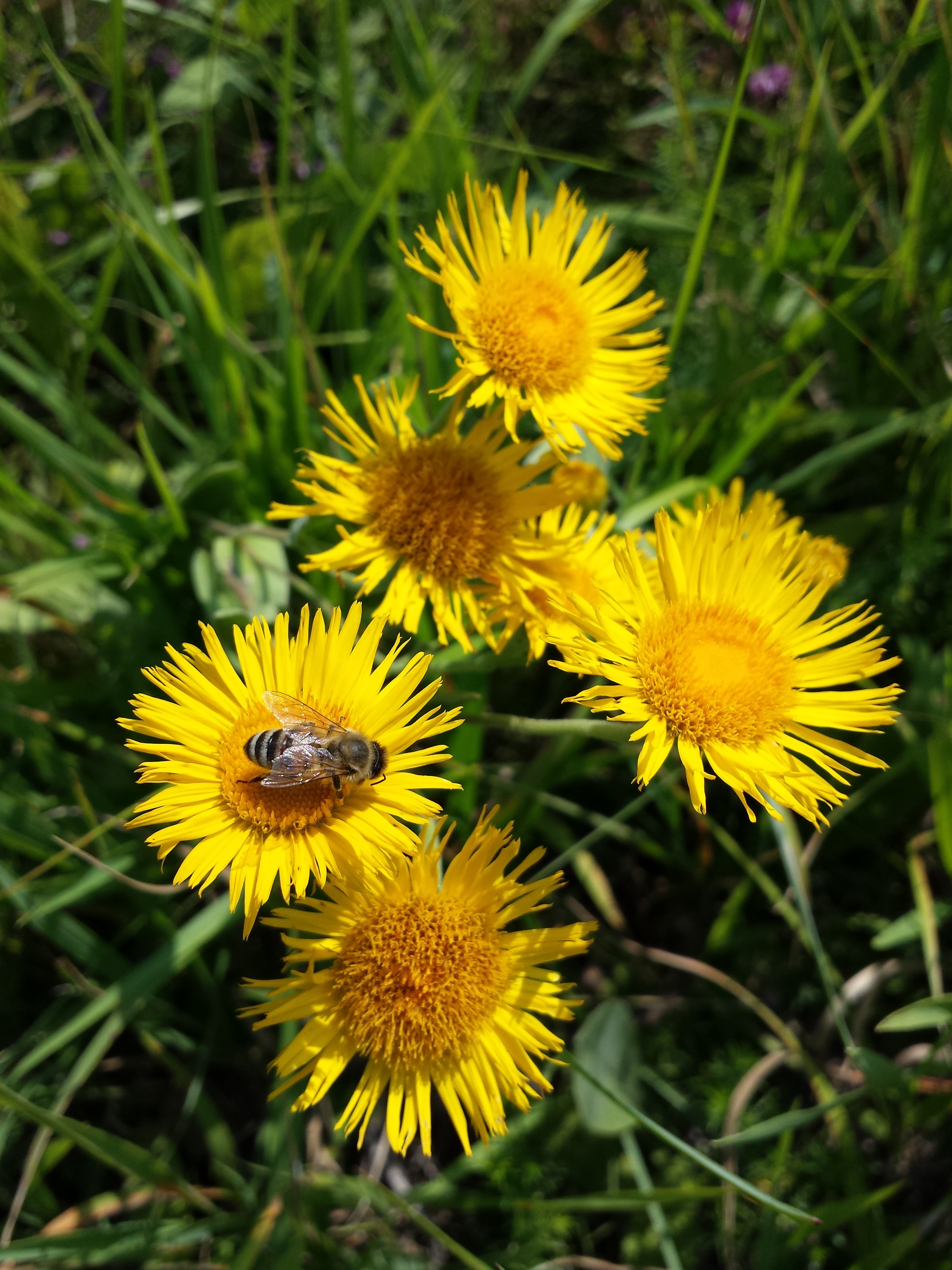
Körbe mit Röhren- und außen Zungenblüten
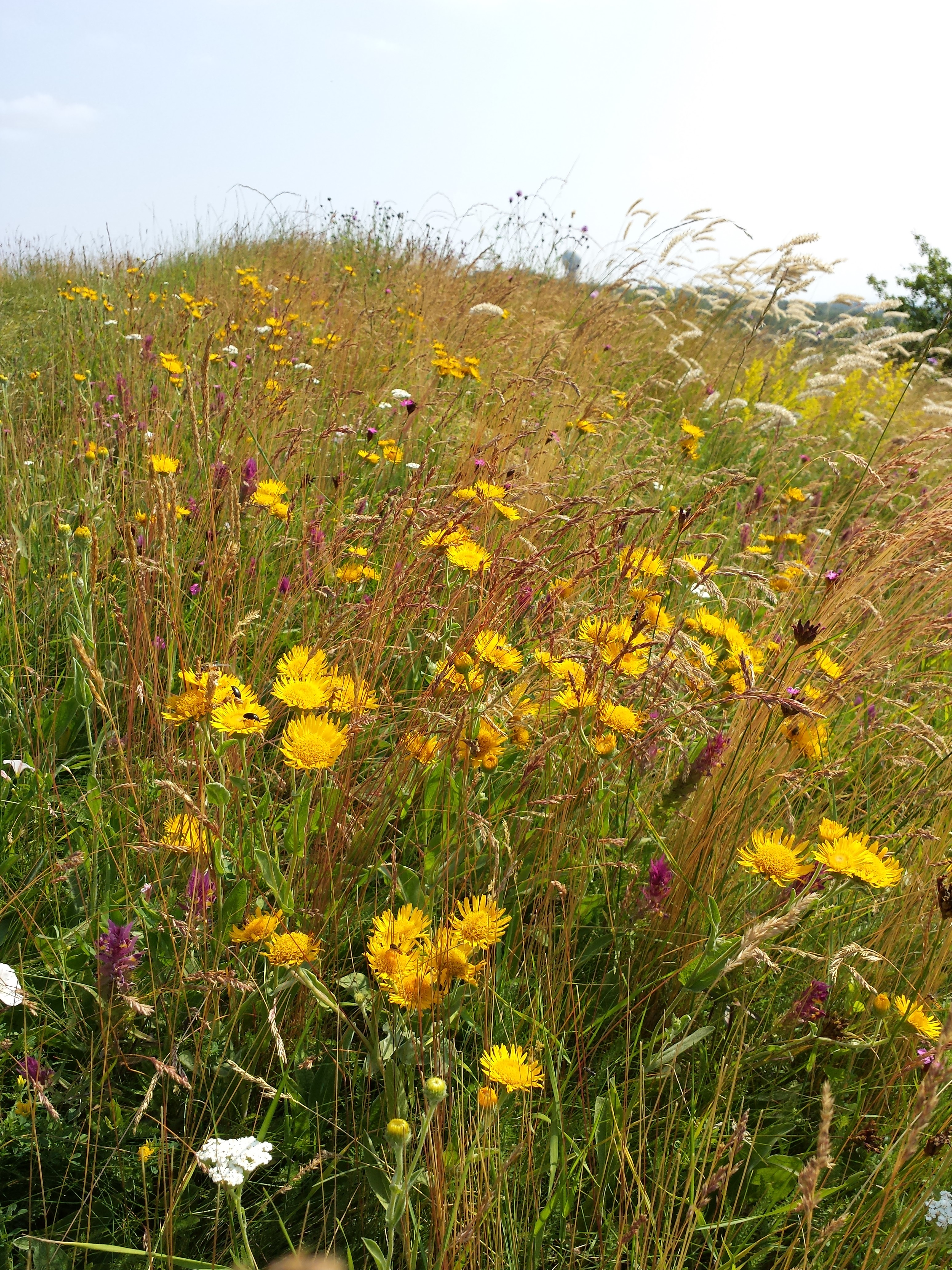
Natürliche Population auf einer Felssteppe
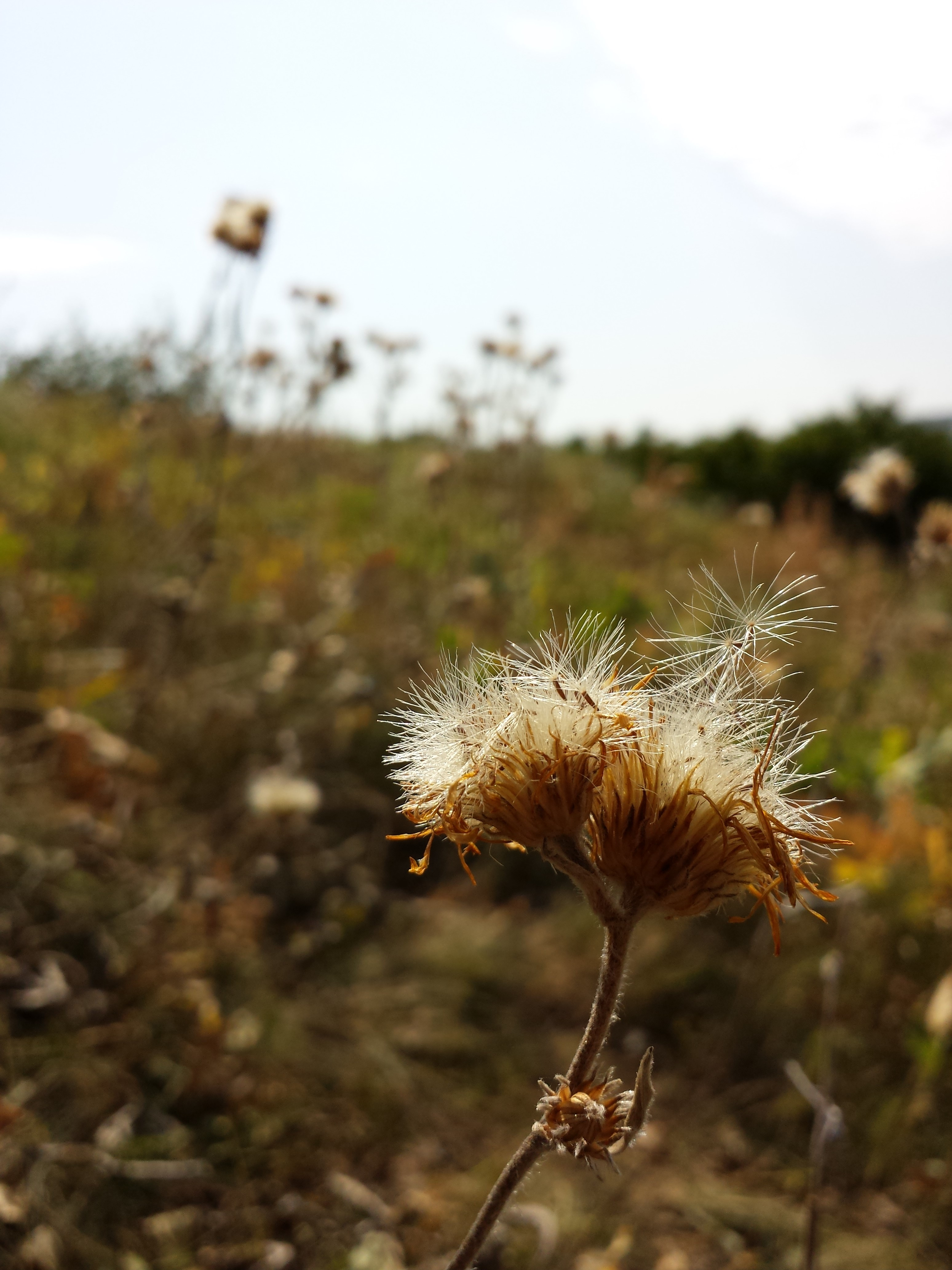
Korb mit Früchten